# Nit (unità di misura)
Il nit (dal lat. nitere, brillare) è un'unità di misura della luminanza (detta anche brillanza); è una grandezza fisica ottica non appartenente al sistema internazionale (SI).
Esso risulta dal numero di candele su metro quadro:
{\displaystyle 1\ {\text{nit}}={1\ {\text{cd}} \over 1\ {\text{m}}^{2}}}
In genere, è usato dai costruttori di monitor per descrivere la luminosità della superficie frontale misurata con un apposito strumento digitale.
Un monitor CRT (catode ray tube) ha una luminanza di circa 150 nit, mentre i monitor a LCD (liquid crystal display) possono arrivare fino a tre volte tanto (si noti che per essere visibile alla luce solare diretta, comunque, uno schermo dovrà avere una luminanza di almeno 700 nit); infine, gli ultimi televisori hanno picchi di 1000 nit e oltre (legati alla specifica HDR).